# Jost Capito
Jost Capito, född 29 september 1958, är en tysk ingenjör som var senast VD och stallchef för det brittiska Formel 1-stallet Williams F1 mellan december 2020 och den 12 december 2022.
Han avlade en master of science i maskinteknik vid Münchens tekniska universitet. Efter studierna började han 1985 arbeta för BMW Motorsport och arbetade med utveckling av högpresterande motorer, han var också en del av BMW:s lastbilsstall som vann lastbilsklassen i Dakarrallyt samma år. År 1989 gick han vidare i sin karriär och fick en anställning hos Volkswagen och arbetade med Porsches motorsportstall. Capito var där fram till 1996 när han fick en möjlighet att komma över till Formel 1 och blev en del av ledningsgruppen för Sauber, två år senare blev han utsedd till att vara deras COO. År 2001 gick han vidare och blev chef för den globala avdelningen för prestandafordon hos Ford Motor Company. År 2012 bytte han arbetsgivare och återvände till Volkswagen för att leda deras motorsportsavdelning, där var Capito med om att vinna samtliga världsmästerskap för åren 2013–2016 med rallybilen "Polo GTI WRC", som var baserad på Volkswagen Polo, och under fransmannen Sébastien Ogiers körning. År 2016 fick han en förfrågan om att komma över till F1 igen och den här gången arbeta som VD för McLaren, vilket han accepterade. Det varade dock bara ett år innan han återvände till Volkswagen och blev avdelningschef för Volkswagen R. I februari 2021 återvände han till F1 en tredje gång och blev VD för Williams, i juni lämnade stallchefen Simon Roberts F1-stallet och Capito utsåg sig själv som ersättaren.